# 普拉卡尼卡
普拉卡尼卡（義大利語：Placanica），是意大利雷焦卡拉布里亚省的一个市镇。总面积29平方公里，人口1259人，人口密度43.4人/平方公里（2009年）。ISTAT代码为080059。